# 크로쿠스 시티홀

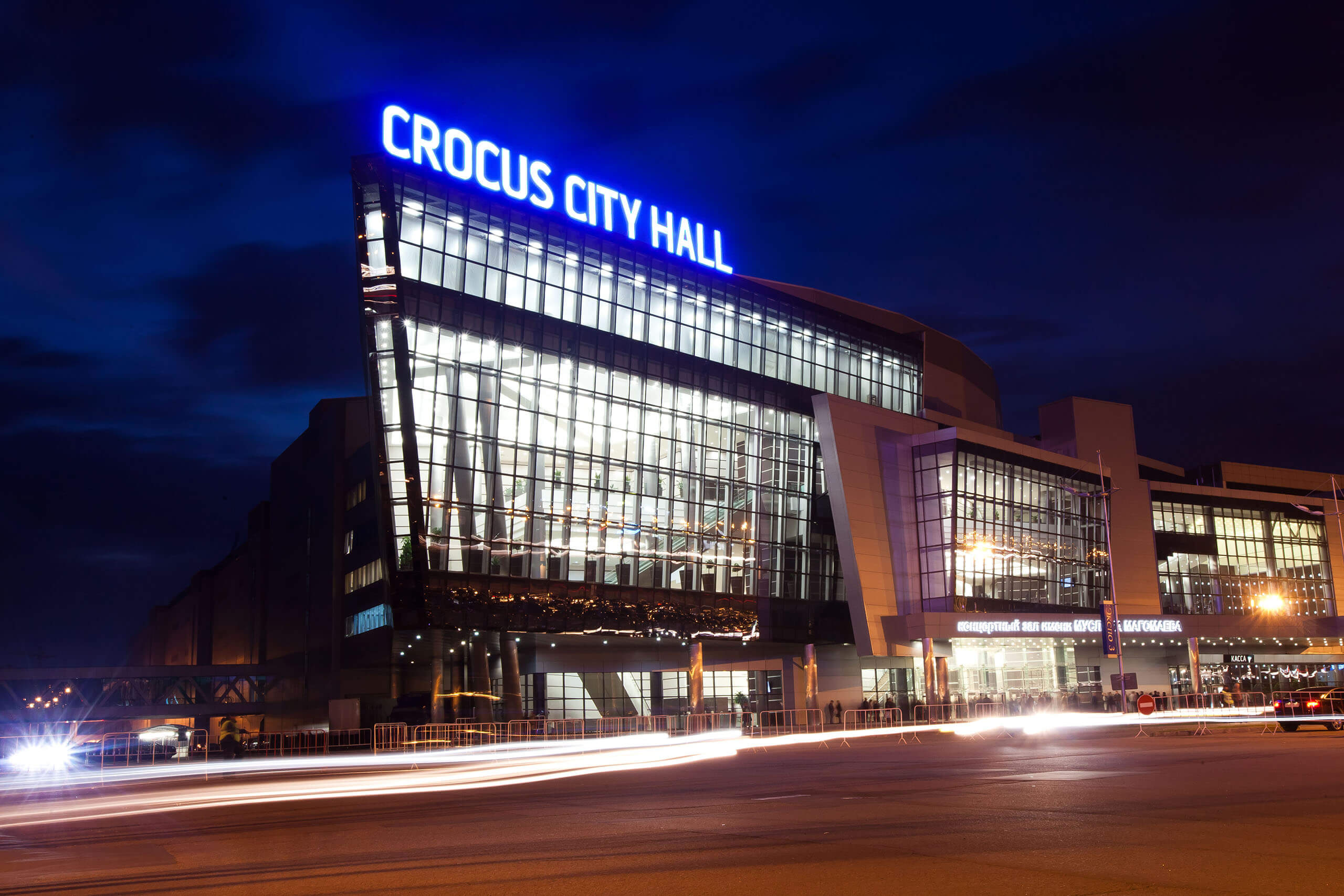
크로쿠스 시티홀

크로쿠스 시티홀(러시아어: Крокус Сити Холл)은 러시아 모스크바주 크라스노고르스크 크로쿠스시티 (크로쿠스 시티몰, 크로쿠스 엑스포 등)에 있는 음악 공연장이다. 2009년 10월 25일 사업가 아라스 아갈라로프에 의해 개장되었다. 2024년 3월 22일, 테러 공격으로 인해 최소 145명이 사망하였다.